# Massacre de Mai Kadra
O Massacre de Mai Kadra foi uma série de limpeza étnica e assassinatos em massa realizados entre 9 a 10 de novembro de 2020 na cidade de Mai Kadra – localizada na região de Tigré, no extremo noroeste da Etiópia, perto da fronteira com o Sudão – e provavelmente cometido pela Frente de Libertação do Povo Tigré.
As mortes ocorreram em meio a um conflito armado entre o governo regional liderado pela TPLF e o governo federal etíope, enquanto as tropas da Força de Defesa Nacional da Etiópia avançavam em direção à cidade. As vítimas foram descritas como "civis, que parecem ter sido trabalhadores migrantes de nenhuma forma envolvidos na ofensiva militar em curso", particularmente aqueles vindos de fora da área.
O número total de mortos permanece incerto, mas de acordo com a Anistia Internacional, "provavelmente centenas" foram mortos.  Dois vídeos, que foram analisados pela Anistia Internacional para comprovar a ocorrência do massacre, mostram dezenas de cadáveres com ferimentos causados por armas brancas, como facões. De acordo com a Comissão Etíope de Direitos Humanos (EHRC), que descreveu o massacre como um "ataque generalizado e sistemático dirigido contra uma população civil", pelo menos 600 pessoas foram mortas. A maioria das vítimas era amhara.